# Le Mystère du château des roches noires
Pour plus de détails, voir Fiche technique et Distribution.
Le Mystère du château des roches noires est un film muet français réalisé par Léonce Perret et sorti en 1909.

## Fiche technique
- Réalisation, scénario et producteur : Léonce Perret
- Société de production : Société des Établissements L. Gaumont
- Pays de production : France
- Format : Muet - Noir et blanc
- Genre : Mystère
- Année de sortie : France : 1909